# Hans Daniel Johan Wallengren
Hans Daniel Johan Wallengren (* 8. Juni 1823 in Lund; † 25. Oktober 1894 in der Kirchengemeinde Farhult, Malmöhus län) war ein schwedischer Pastor, Entomologe (Insektenforscher) und Lepidopterologe (Schmetterlingskundler).

## Leben
Wallengren studierte ab 1842 Theologie an der Universität Lund. 1847 erhielt Wallengren seine Ordination und wurde 1864 zum Vikar in die Kirchengemeinde Farhult (heute in der Gemeinde Höganäs) ernannt. 1860 heiratete er Maria Magdalena Sjöström.
Er beschäftigte sich zudem mit zoologischen und entomologischen Studien und veröffentlichte mehrere Werke über Spinnen, Vögel und vor allem Schmetterlinge. Seine Forschungen führten ihn neben anderen Zielen nach Gotland und nach Deutschland, beispielsweise in den Harz, nach Braunschweig, Berlin und ins Riesengebirge.
Wallengren war der Vater des Zoologen Hans Wallengren.